# Un signe du temps
Albums de Nuttea
Retour aux sources
(1997) Urban voodoo
(2004)
Un signe du temps est un album studio de Nuttea, sorti en 2000.

## Liste des titres
1. Sonate pour un petit soundboy
2. N (Haine) (feat. Akhenaton)
3. Unité
4. Elles dansent
5. Le blues du fugitif
6. Interlude live
7. Elle te rend dingue
8. Chacun sa vérité
9. Encore une tombe à fleurir
10. Le monde part en c...
11. Trop peu de temps
12. Le show
13. The Key (feat. Luciano)
14. Oh mama
15. Titre bonus réédition[1]
16. Millénaire (Dancehall remix)[2] (feat. Taïro)
17. Elle vit sa vie

## Samples
- Trop Peu De Temps contient des samples de I Hope We Get to Love in Time de Dennis Brown et de Fall in Love With You de Frankie Paul[3]
- Le Blues Du Fugitif contient un sample de Sherry de Ken Boothe
- Encore Une Tombe À Fleurir contient un sample de Gunshot d'Anthony Johnson

## Singles
1. Elles dansent (5 juin 2000)
2. Elle te rend dingue (5 février 2001)
3. Trop peu de temps (15 mai 2001)
4. Unité (20 novembre 2001)
5. Elle vit sa vie (25 février 2002)